# Komacu Mikako
Komacu Mikako (japánul: 小松 未可子, Kuvana, 1988. november 11. –) japán színész, szeijú és énekes a Hirata Irodánál.

## Életrajz
Komacu Mikako 2012. április 25-én debütált énekesként a Starchild befejező főcímdalával, a "Black Holy"-val. 2012. november 7-én megjelent a második kislemez, a "Cold Room, Alone / Summer Solstice Fruit". 2013. november 10-én előadta a Beyond the Emerald Hill című dalt, amelyet ő írt, komponált és hangszerelt. 015. február 14-én Mai Kurakival együtt énekelte a "Tonight, I feel close to you" című dalt. 
Komacu elnyerte a legjobb női mellékszereplő díját a 16. Seiyu Awards-on .
2020. május 12-én Komacu bejelentette, hogy feleségül ment Tomoaki Maeno szinkronszínészhez. 2023. január 15-én megszülte első gyermekét.

## Filmográfia

### Televíziós animációs
2010
- Heroman – Joseph Carter "Joey" Jones
- Shinryaku! Ika Musume – Tanaka
- Detective Conan / Magic Kaito – Tanuló

2011
- Gosick – Ian Musgrave(ep 13, 15)
- Hanasaku Iroha – Shiho (ep 14-15); student A (ep 26); student D (ep 20); Student F (ep 19)
- Last Exile: Fam, the Silver Wing – Elio
- Wandering Son – female student A
- Yu-Gi-Oh! Zexal – Kotori Mizuki

2012
- Bodacious Space Pirates – Marika Kato
- Girls und Panzer – Saki Maruyama (ep 12)
- High School DxD – Momo Hanakai (ep 7)
- K – Neko
- Natsuiro Kiseki – Keita
- Oda Nobuna no Yabō – Naotaka Magara (ep 10-12)
- Sengoku Collection – Itō Ittōsai (ep 5)
- Senki Zesshō Symphogear – Kuriyo Ando; Student B
- Suki-tte Ii na yo. – Mihiro (ep 4)
- Tari Tari – Jan (ep 5, 9, 13)
- Yu-Gi-Oh! Zexal II – Kotori Mizuki

2013
- Space Battleship Yamato 2199 – Aiko Tokugawa, Jiro Shima, Far East District commander operations, Underground shelter announcement
- Gundam Build Fighters – Sei Iori
- Kami-sama no Inai Nichiyōbi – Ulla Euleus Hecmatika
- Nagi no Asukara – Miuna Shiodome
- Senki Zesshō Symphogear G – Kuriyo Ando
- Pretty Rhythm: Rainbow Live – Ito Suzuno
- Day Break Illusion – Serena Tsukuyomi
- Boku wa Ousama – Shabontama no Kodomo
- The "Hentai" Prince and the Stony Cat. – Yōto Yokodera (childhood)
- Yahari Ore no Seishun Love Come wa Machigatteiru – Saika Totsuka
- Miss Monochrome The Animation – Girl
- Yozakura Quartet – Boy, Kyōsuke (childhood)

2014
- Nisekoi – Seishiro Tsugumi[2]
- Magica Wars – Suzuka Kamiki
- Wizard Barristers – Mayu Saotome
- Hozuki's Coolheadedness – Princess Sakuya
- Momo Kyun Sword – Kaguya
- Akame ga Kill! – Sayo
- Blue Spring Ride – Shūko Murao
- Noragami – Mutsumi
- Aldnoah.Zero – Amifumi Inko
- Wolf Girl and Black Prince – Aki Tezuka
- Soul Eater Not! – Eternal Feather
- Pokémon X and Y Special: The Strongest Mega Evolution – Manon (Mairin in English)
- Lord Marksman and Vanadis – Alexandra Alshavin
- Celestial Method – Shione Togawa

2015
- Aldnoah.Zero Part 2 – Amifumi Inko
- Aoharu x Machinegun – Hotaru Tachibana
- Danchigai – Yayoi Nakano
- Gangsta. – Ginger
- Gourmet Girl Graffiti – Shiina
- K: Return of Kings – Neko
- Maria the Virgin Witch – Priapos
- Miss Monochrome Season 2 – Girl A (Episode 13)
- Nekota no Koto ga Kininatte Shikatanai – Mikiko Amane
- Nisekoi: – Seishiro Tsugumi, Tsugumyā
- Overlord – Lupusregina Beta
- Plastic Memories – Andie
- Tesagure! Bukatsumono Spin-off Purupurun Sharumu to Asobou – Hina Usami
- Senki Zesshō Symphogear GX – Kuriyo Ando
- Ushio and Tora – Asako Nakamura
- Yahari Ore no Seishun Love Come wa Machigatteiru. Zoku – Saika Totsuka

2016
- Ajin: Demi-Human – Izumi Shimomura/Yōko Tainaka
- BBK/BRNK – Shizuru Taneomi
- Bernard-jou Iwaku – Shiori Kanbayashi
- Classicaloid[3][4] – Kanae Otowa
- Dimension W – Salva Ene Tibesti
- Food Wars! Shokugeki no Soma: The Second Plate – Taki Tsunozaki
- Grimgar of Fantasy and Ash – Yume
- Kono Bijutsubu ni wa Mondai ga Aru – Shizuka
- Snow White with the Red Hair 2nd Season – Eugena Shenazard
- Taboo Tattoo – Bluesy Fluesy
- Tales of Zestiria the X – Rose
- Ushio and Tora 2nd Season – Asako Nakamura

2017
- Fuuka[5][6] – Sara Iwami
- Hand Shakers – Kodama
- Nyanko Days – Rou
- Sakura Quest – Sanae Kouzuki

### Színházi animáció
- Towa no Quon (2011) – Yūma
- Code Geass: Akito the Exiled as Kate Novak
- Bodacious Space Pirates: Abyss of Hyperspace (2014) – Marika Kato
- K: Missing Kings (2014) – Neko
- Ajin Part 1: Shōdō (2015) – Izumi Shimomura
- Ajin Part 2: Shōtotsu (2016) – Izumi Shimomura
- Ajin Part 3: Shōgeki (2016) – Izumi Shimomura

### Videójátékok
2013
- Hyperdimension Neptunia Victory (Tekken-chan)
- Super Robot Wars UX (Joseph "Joey" Carter Jones)
- Yu-Gi-Oh! Zexal: Gekitotsu! Duel Carnival (Kotori Mizuki)

2015
- Dragon Quest: Heroes (Giulietta)
- Kantai Collection (Akitsushima, Teruzuki)
- Tales of Zestiria (Rosé)
- Yu-Gi-Oh! ARC-V:Tag Force Special (Kotori Mizuki)

2016
- Hyrule Warriors Legends (Linkle)

2017
- Danganronpa V3: Killing Harmony (Tsumugi Shirogane)
- Super Bomberman R (Pink Bomber)